# 乳豆小煤炱
乳豆小煤炱（学名：Meliola galactiae）是属于小煤炱目小煤炱科小煤炱属的一种真菌，寄生在蝶形花科植物上。该种分布于中国、加纳、波多黎各等地。